# Tipula (Platytipula) continuata
Tipula (Platytipula) continuata is een tweevleugelige uit de familie langpootmuggen (Tipulidae). De soort komt voor in het Oriëntaals gebied.